# Твіггі
Ле́слі Го́рнбі (англ. Hornby), в останньому шлюбі Лоусон, дама Великого Хреста (англ. Dame Lesley Lawson, нар. 19 вересня 1949, Лондон), відома під псевдонімом Твіггі (Twiggy, «тоненька», від англ. twig — «тростинка») — англійська супермодель «свінгуючих» британських років (кінець 1960х - 1970-ті), відома своєю андрогінністю та худорлявістю; пізніше акторка, співачка та телеведуча.

## Біографія
Леслі Горнбі народилася 19 вересня 1949 року в передмісті Лондона. Її сім'я була небагата, і після школи Леслі влаштувалася помічницею в місцеву перукарню. Леслі дитинства відрізнялася надзвичайною худорлявістю, тому ще в школі її образливо прозвали «stick» — палицею.
Продюсер Джастін де Вілленев (справжнє ім'я — Найджел Девіс) наполегливо займався її кар'єрою. Він наполіг на фотопробах і заявив, що вона скоріше тендітна гілочка («Твіг»), і запропонував Горнбі спробувати стати моделлю.
Знаменита перша фотосесія Твіггі пройшла у Баррі Латегана. Твіггі згадувала, що вії, наклеєні в три ряди, були такими важкими, що їй було складно тримати очі відкритими. Фотографії виявилися настільки вдалими, що одну з них помістили на обкладинку «Daily Express» зі словами «Обличчя року — 1966». Феномен Твіггі стартував.
З модельного бізнесу Твіггі пішла у 20: «Я не можу все життя залишатися вішалкою для красивого одягу!». Зайнялась театром, і своїми бродвейськими постановками вона пишається набагато більше, ніж свтлинами в модних журналах. Головним своїм творчим досягненням вважає роль у постановці «Моя прекрасна леді» в середині 1980-их. Виходити до двохтисячної аудиторії доводилося вісім разів на тиждень.
Ще до роботи моделлю Горнбі мріяла про дизайнерську кар'єру. Щойно отримавши фінансову можливість, в 1966 році, коли її модельна кар'єра знаходилася на піку, вона розробила вдалу лінію одягу: просувала неформальний стиль без помпезності, високих каблуків і рюшів, доводячи, що комфортне і зручне може бути й красивим.
Після завершення модельної кар'єри тричі одружувалась, народила дочку, записала 21 музичний альбом, знялася в десятці кінокартин і отримала два Золотих глобуси за найкращу роль в екранізації мюзиклу «Бойфренд».
Востаннє одружилася в 1988 році з англійським актором Леєм Лоусоном.
Незабаром опанувала професію телеведучої і підписала контракт з британським телевізійним каналом ITV на 170 тис. доларів. Вона також вела популярне телешоу «Twiggy's people», учасниками якого були її давні знамениті приятелі.